# 姫路市立書写養護学校

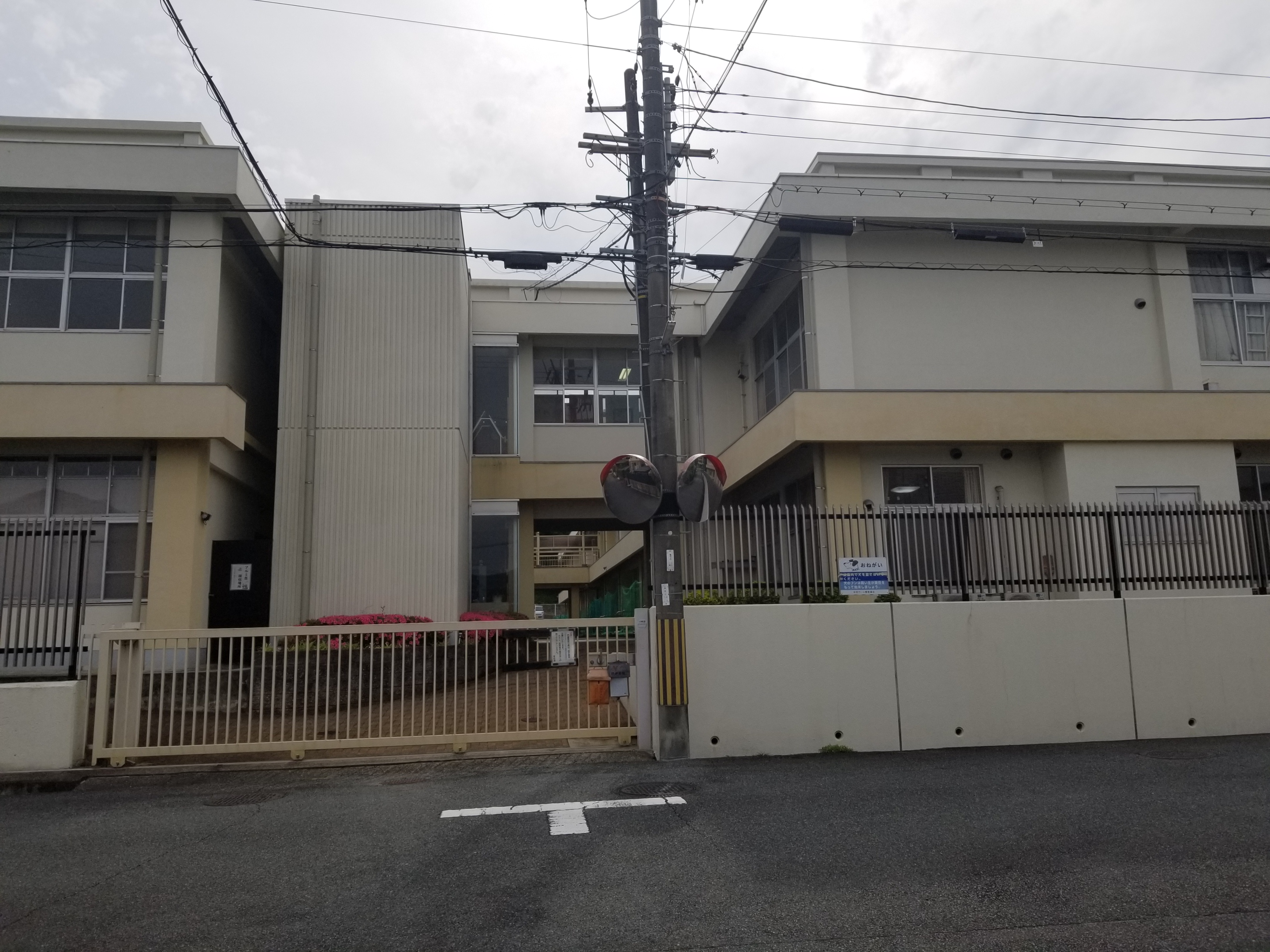
書写養護学校外観

姫路市立書写養護学校（ひめじしりつ しょしゃようごがっこう）は、兵庫県姫路市にある公立特別支援学校である。通称：書写養（しょしゃよう）。
創立当初は知的障害児・肢体不自由児が在籍していたが、知的障害児を兵庫県立姫路養護学校への在籍と分離した経緯から、現行では肢体不自由児の在籍する学校となっている。

## 沿革
姫路市の肢体不自由児教育は、1954年（昭和29年）5月1日、姫路市立広畑小学校に県下初の肢体不自児特殊学級を開設したことに始まる。この学級では学習指導と広畑製鉄所病院の整形外科医の治療・機能訓練を受けた結果、一年で予想以上の効果をあげることができた。
1957年（昭和32年）4月25日、「姫路市肢体不自由児はげみつづける親乃会」が結成され、養護学校の設置等、関係部局への陳情を繰り返した。以降、粟生小、船場小、白鷺中、灘中に肢体不自由児学級が設置された。さらなる肢体不自由教育の発展充実のためにこれらの特殊学級を統合し設置されたのが本校である。設置の背景には、1956年に公立養護学校整備特別措置法が成立し、建築費、教職員給与費、教材費などが公立義務教育学校と同様に国庫補助金の対象となったこと、県内他市（神戸市・西宮市・尼崎市等）が市単独で肢体不自由養護学校の設置に取り組み始めたこと、県教育委員会からも教員配当について考えようという回答を得たことがあった。
1960年の開校時は全国で13番目、兵庫県下では4番目の肢体不自由養護学校であった。設置当初は教室不足や老朽化していた校舎、狭い運動場等使いづらいものであったため、当初より校舎の新築計画は何度もあったが、設置時の市長石見元秀はこうした問題に対処しなかった。1967年（昭和42年）の姫路市長選挙で石見を破って市長に就任した吉田豊信は就任直後に本校を視察し、校舎の新築を明言、以後4期にわたって工事が重ねられ、悲願の新築校舎を確保、これに合わせて高等科別科が本科に昇格し3学部が揃った。
こうした経緯及び唯一の市立養護学校（特別支援学校）であるため特別支援教育に係るセンター校としての役割も担っている。
- 1960年（昭和35年）4月1日 - 姫路市立書写養護学校設立（市内3小学校、2中学校の特殊学級を統合）
- 1960年（昭和35年）6月1日 - 旧姫路市立書写中学校跡に移転、開校式挙行。
- 1962年（昭和37年）2月1日 - 旧姫路市立大白書中学校校舎に移転。
- 1965年（昭和40年）4月 - 敷地内に市立白鳥園（現・ルネス花北）開設、就学前の乳幼児を対象とする機能回復訓練施設を併設していた[12][13]。
- 1967年（昭和42年）6月1日 - 高等部別科を設置する。
- 1969年（昭和44年）6月6日 - 現在地に独立校舎完成し移転する。
- 1972年（昭和47年）4月1日 - 高等部別科が本科に昇格。
- 1975年（昭和50年）3月31日 - 知的障害児を兵庫県立姫路養護学校へ転籍。
- 1999年（平成11年）4月1日 - 文部省「交流教育地域推進事業」研究指定校。
- 2016年（平成28年）4月1日 - 訪問学級新設。
- 2020年（令和2年）4月1日 - 病弱部門（高岡病院分教室）開設。

## 学部
創立以来『小学部』『中学部』を有し、1967年 （昭和42年）に『高等部』を設置した。